# A Román Akadémia intézményei
A Román Akadémia fennhatósága alatt több intézmény, központ és alapítvány is működik. Céljuk a tudományok, nyelvészet és művészetek kifejtése nemzeti érdekeltségű programok és elsődleges alapprogramok megvalósításának a segítségével.

## Intézmények

### Intézetek
| Intézmény                                                                            | Magyarul                                                                              | Helység        | Hivatalos oldal                                                                 |
| ------------------------------------------------------------------------------------ | ------------------------------------------------------------------------------------- | -------------- | ------------------------------------------------------------------------------- |
| Arhiva de Folclor a Academiei Române                                                 | A Román Akadémia Folklórarchívuma                                                     | Kolozsvár      | https://web.archive.org/web/20130526212408/http://folkarchivecluj.ro/           |
| Institutul Astronomic                                                                | Csillagászati Intézet                                                                 | Bukarest       | http://www.astro.ro                                                             |
| Institutul de Arheologie „Vasile Pârvan”                                             | „Vasile Pârvan” Régészeti Intézet                                                     | Bukarest       | http://www.instarhparvan.ro                                                     |
| Institutul de Arheologie                                                             | Régészeti Intézet                                                                     | Jászvásár      | http://www.arheo.ro                                                             |
| Institutul de Arheologie și Istoria Artei                                            | Régészeti és Művészettörténeti Intézet                                                | Kolozsvár      | -                                                                               |
| Institutul de Biochimie al Academiei Române                                          | A Román Akadémia Biokémiai Intézete                                                   | Bukarest       | http://www.biochim.ro                                                           |
| Institutul de Biologie                                                               | Biológiai Intézet                                                                     | Bukarest       | http://www.ibiol.ro                                                             |
| Institutul de Biologie și Patologie Celulara „Nicolae Simionescu”                    |                                                                                       | Bukarest       | http://www.icbp.ro                                                              |
| Institutul de Calcul „Tiberiu Popoviciu”                                             | „Tiberiu Popoviciu” Számítástechnikai Intézet                                         | Kolozsvár      | http://www.ictp.acad.ro                                                         |
| Institutul de Cercetare a Calității Vieții                                           | Életminőség-kutató Intézet                                                            | Bukarest       | -                                                                               |
| Institutul de Cercetări Antropologice „Francisc I. Rainer”                           | „Francisc I. Rainer” Antropológiai Kutatóintézet                                      | Bukarest       | http://www.antropologia.ro                                                      |
| Institutul de Cercetări Economice și Sociale „Gheorghe Zane”                         | „Gheorghe Zane” Gazdasági és Társadalmi Kutatóintézet                                 | Bukarest       | -                                                                               |
| Institutul de Cercetări pentru Inteligență Artificială                               | Mesterséges Intelligencia Kutatóintézet                                               | Bukarest       | http://www.racai.ro                                                             |
| Institutul de Cercetări Juridice                                                     | Jogi Kutatóintézet                                                                    | Bukarest       | http://www.icj.ro                                                               |
| Institutul de Cercetări Socio-Umane „C. S. Nicolaescu Plopșor”                       |                                                                                       | Craiova        | -                                                                               |
| Institutul de Cercetări Socio-Umane                                                  |                                                                                       | Kolozsvár      | https://web.archive.org/web/20030901064431/http://www.dntcj.ro/icsu/            |
| Institutul de Cercetări Socio-Umane                                                  |                                                                                       | Nagyszeben     | -                                                                               |
| Institutul de Cercetări Socio-Umane „Titu Maiorescu”                                 |                                                                                       | Temesvár       | -                                                                               |
| Institutul de cercetări socio-umane „Gheorghe Șincai”                                |                                                                                       | Marosvásárhely | -                                                                               |
| Institutul de Chimie „Coriolan Drăgulescu”                                           | „Coriolan Drăgulescu” Kémiai Intézet                                                  | Temesvár       | -                                                                               |
| Institutul de Chimie Fizică „Ilie. G. Murgulescu”                                    | „Ilie. G. Murgulescu” Fizikai Kémia Kutatóintézet                                     | Bukarest       | http://www.icf.ro                                                               |
| Institutul de Chimie Macromoleculară „Petru Poni”                                    | „Petru Poni” Makromolekuláris Kémiai Intézet                                          | Jászvásár      | https://web.archive.org/web/20040120235902/http://www.icmpp.tuiasi.ro/          |
| Institutul de Economie Agrară                                                        | Agrárgazdasági Intézet                                                                | Bukarest       | -                                                                               |
| Institutul de Economie Mondială „Costin Murgescu”                                    | „Costin Murgescu” Világgazdasági Intézet                                              | Bukarest       | http://www.iem.ro                                                               |
| Institutul de Economie Națională                                                     | Nemzetgazdasági Intézet                                                               | Bukarest       | -                                                                               |
| Institutul de Etnografie și Folclor „C. Brăiloiu”                                    | „C. Brăiloiu” Etnográfiai és Néprajzi Intézet                                         | Bukarest       | http://www.academiaromana.ro/ief                                                |
| Institutul de Filologie Română „Al. Philippide”                                      |                                                                                       | Jászvásár      | https://web.archive.org/web/20071102224014/http://www.iit.tuiasi.ro/philippide/ |
| Institutul de Filosofie și Psihologie „Constantin Rădulescu Motru”                   | „Constantin Rădulescu Motru” Filozófiai és Pszichológiai Intézet                      | Bukarest       | http://ifilosofie.uv.ro, http://ipsihologie.uv.ro/index.htm                     |
| Institutul de Geodinamică „Sabba S. Ștefănescu”                                      |                                                                                       | Bukarest       | https://web.archive.org/web/20071030223956/http://sabba.geodin.ro/~prezentare/  |
| Institutul de Geografie                                                              | Földrajzi Intézet                                                                     | Bukarest       | -                                                                               |
| Institutul de Informatică Teoretică                                                  | Elméleti Informatikai Intézet                                                         | Jászvásár      | -                                                                               |
| Institutul de Istorie „Nicolae Iorga”                                                | „Nicolae Iorga” Történelmi Intézet                                                    | Bukarest       | https://web.archive.org/web/20080613182715/http://www.iini.bravehost.com/       |
| Institutul de Istorie „George Barițiu”                                               | „George Barițiu” Történelmi Intézet                                                   | Kolozsvár      | -                                                                               |
| Institutul de Istorie „A. D. Xenopol”                                                | „A. D. Xenopol” Történelmi Intézet                                                    | Jászvásár      | http://www.adxenopol.ro%5B%5D                                                   |
| Institutul de Istoria Artei „G. Oprescu”                                             | „G. Oprescu” Művészettörténeti Intézet                                                | Bukarest       | -                                                                               |
| Institutul de Istorie și Teorie Literară „G. Călinescu”                              | „G. Călinescu” Irodalomtörténeti és -elméleti Intézet                                 | Bukarest       | https://web.archive.org/web/20040905211223/http://itlacad.ro/                   |
| Institutul de Lingvistică "Iorgu Iordan - Alexandru Rosetti"                         | "Iorgu Iordan - Alexandru Rosetti" Nyelvészeti Intézet                                | Bukarest       | http://www.lingv.ro                                                             |
| Institutul de Lingvistică și Istorie Literară „Sextil Pușcariu”                      | „Sextil Pușcariu” Nyelvészeti és Irodalomtörténeti Intézet                            | Kolozsvár      | -                                                                               |
| Institutul de Mecanica Solidelor                                                     | Szilárdtest-mechanikai Intézet                                                        | Bukarest       | http://www.imsar.ro                                                             |
| Institutul de Matematică „Simion Stoilow”                                            | „Simion Stoilow” Matematikai Intézet                                                  | Bukarest       | http://www.imar.ro                                                              |
| Institutul de Matematică „Octav Mayer”                                               | „Octav Mayer” Matematikai Intézet                                                     | Jászvásár      | -                                                                               |
| Institutul Național de Cercetări Economice                                           | Nemzeti Gazdaságkutató Intézet                                                        | Bukarest       | http://www.ince.ro                                                              |
| Institutul Național pentru Studiul Totalitarismului                                  | Nemzeti Totalitarizmuskutató Intézet                                                  | Bukarest       | http://www.totalitarism.ro/                                                     |
| Institutul de Prognoză Economică                                                     | Gazdasági Prognózis Intézet                                                           | Bukarest       | http://www.ipe.ro                                                               |
| Institutul de Psihologie „Mihai Ralea”                                               | „Mihai Ralea” Pszichológiai Intézet                                                   | Bukarest       | -                                                                               |
| Institutul de Sociologie „Dimitrie Gusti”                                            | „Dimitrie Gusti” Szociológiai Intézet                                                 | Bukarest       | -                                                                               |
| Institutul de Speologie „Emil Racoviță”                                              | „Emil Racoviță” Szpeológiai Intézet                                                   | Bukarest       | -                                                                               |
| Institutul de Statistică Matematică și Matematică Aplicată „Gh. Mihoc - Caius Iacob” | „Gh. Mihoc - Caius Iacob” Matematikai Statisztikai és Alkalmazott Matematikai Intézet | Bukarest       | http://www.csm.ro                                                               |
| Institutul de Științe Politice și Relații Internaționale                             | Politikatudomány és Nemkeztközi Kapcsolatok Intézet                                   | Bukarest       | http://www.ispri.ro                                                             |
| Institutul de Studii Sud-Est Europene                                                | Délkelet-Európai Tanulmányok Intézete                                                 | Bukarest       | http://www.acadsudest.ro                                                        |
| Institutul de Virusologie „Ștefan S. Nicolau”                                        |                                                                                       | Bukarest       | http://www.virology.ro                                                          |

### Központok
| Intézmény                                                           | Magyarul                                              | Helység   | Hivatalos oldal                                                         |
| ------------------------------------------------------------------- | ----------------------------------------------------- | --------- | ----------------------------------------------------------------------- |
| Centrul de Cercetări Demografice „Vladimir Trebici”                 | „Vladimir Trebici” Demográfiai Kutatóközpont          | Bukarest  | -                                                                       |
| Centrul de Cercetări Financiare și Monetare „Victor Slăvescu”       | „Victor Slăvescu” Pénzügyi és Monetáris Kutatóközpont | Bukarest  | -                                                                       |
| Centrul de Cercetări pentru Oenologie                               |                                                       | Bukarest  | https://web.archive.org/web/20100806072055/http://www.oenologie.dap.ro/ |
| Centrul de Cercetări Tehnice Fundamentale și Avansate               |                                                       | Temesvár  | -                                                                       |
| Centrul de Chimie Organică „Costin D. Nenițescu”                    | „Costin D. Nenițescu” Szerves Kémiai Központ          | Bukarest  | https://web.archive.org/web/20150801011924/http://cco.ro/               |
| Centrul de Economie a Industriei                                    | Ipargazdasági Központ                                 | Bukarest  | -                                                                       |
| Centrul de Imunologie                                               | Immunológiai Központ                                  | Bukarest  | -                                                                       |
| Centrul de Istorie și Civilizație Europeană                         |                                                       | Jászvásár | -                                                                       |
| Centrul pentru Noi Arhitecturi Electronice                          |                                                       | Bukarest  | -                                                                       |
| Centrul de Studii Avansate în Fizică                                |                                                       | Bukarest  | -                                                                       |
| Centrul de Studii „Bucovina”                                        | „Bucovina” Tanulmányi Központ                         | Radóc     | -                                                                       |
| Centrul European de Studii în Probleme Etnice și Comunicare Socială |                                                       | Bukarest  | -                                                                       |
| Centrul Român de Economie Comparată și Consensuală                  |                                                       | Bukarest  | -                                                                       |
| Laboratorul de Chimie Anorganică                                    | Szervetlen Kémiai Laboratórium                        | Temesvár  | -                                                                       |

### Alapítványok
| Intézmény                                 | Magyarul                                        | Helység  | Hivatalos oldal                                             |
| ----------------------------------------- | ----------------------------------------------- | -------- | ----------------------------------------------------------- |
| Fundația Națională pentru Știință și Artă | Nemzeti Alapítvány a Tudományért és Művészetért | Bukarest | http://www.academiaromana.ro/fnsa                           |
| Fundația Familiei „Menachem H. Elias”     | „Menachem H. Elias” Család Alapítványa          | Bukarest | https://web.archive.org/web/20100210082229/http://elias.ro/ |
| Fundația Europeană „Titulescu”            | „Titulescu” Európai Alapítvány                  | Bukarest | -                                                           |

## Bibliográfia
- A Román Akadémia: Az Akadémia alárendelt intézményei